# Děkanát Opava

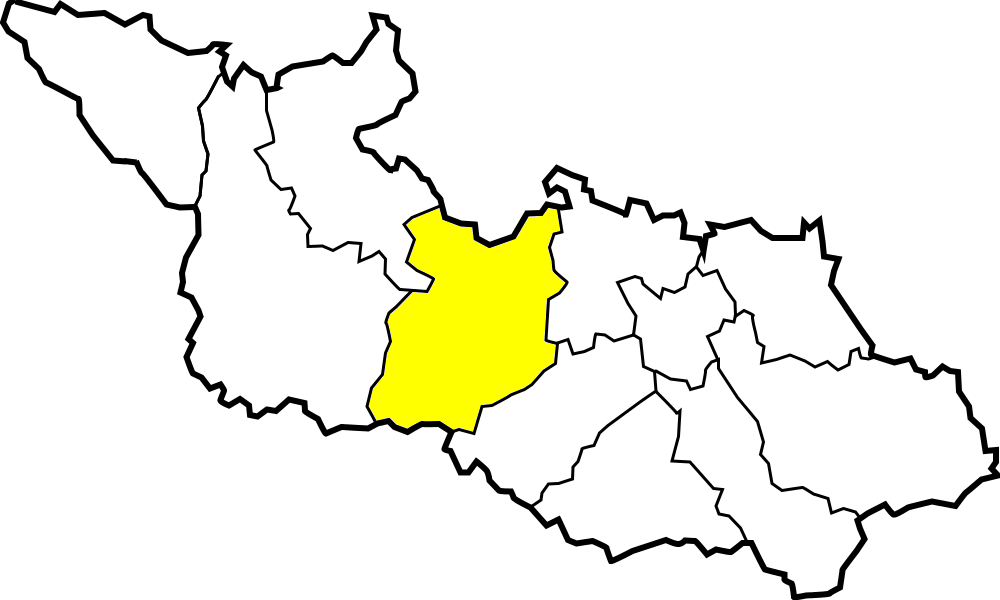
Děkanát Opava v celku ostravsko-opavské diecéze

Děkanát Opava je územní část ostravsko-opavské diecéze s centrem v Opavě. Tvoří jej 35 římskokatolických farností. Funkcí děkana je pověřen P. Mgr. Václav Koloničný, farář u Panny Marie v Opavě. Funkci místoděkana vykonává P. Mgr. Petr Bohačík, farář v Březové.

## Seznam farností
| Farnost                | Správce                                          | Další duchovní ve farnosti                                                                                                | Farní kostel                    |
| ---------------------- | ------------------------------------------------ | --- | ------------------------------- |
| Bohdanovice            | administrátor excurrendo, Velké Heraltice        | | sv. Michal                      |
| Brumovice              | administrátor excurrendo, Neplachovice           | | Narození Panny Marie            |
| Březová u Vítkova      | P. Mgr. Petr Bohačík                             | | sv. Mikuláš                     |
| Budišov nad Budišovkou | P. Mgr. Jozef Kankara                            | | Nanebevzetí Panny Marie         |
| Dolní Životice         | P. Mgr. Jan Kučera                               | Mgr. Václav Flejberk, trvalý jáhen                                                                                        | Nejsvětější Spasitel            |
| Guntramovice           | administrátor excurrendo, Budišov nad Budišovkou | | sv. Jakub Větší                 |
| Hlavnice               | administrátor excurrendo, Stěbořice              | | Nejsvětější Trojice             |
| Hněvošice              | P. Mgr. Ján Bujňák                               | | Kristus Dobrý Pastýř            |
| Hradec nad Moravicí    | P. Mgr. Marcin Stanisław Kieras                  | | sv. Petr a Pavel                |
| Jakartovice            | administrátor excurrendo, Velké Heraltice        | | Narození Panny Marie            |
| Klokočov               | administrátor excurrendo, Vítkov                 | | sv. Ondřej                      |
| Kružberk               | administrátor excurrendo, Dolní Životice         | | sv. Florián                     |
| Litultovice            | administrátor excurrendo, Slavkov u Opavy        | | sv. Bartoloměj                  |
| Melč                   | P. Mgr. Jan Gajdušek                             | | sv. Antonín Paduánský           |
| Moravice               | administrátor excurrendo, Melč                   | | sv. Filip a Jakub               |
| Neplachovice           | P. Mgr. Lubomír Hladonik                         | | Narození sv. Jana Křtitele      |
| Nové Lublice           | administrátor excurrendo, Dolní Životice         | | Nejsvětější Trojice             |
| Nové Těchanovice       | administrátor excurrendo, Vítkov                 | | sv. Mikuláš                     |
| Oldřišov               | P. Petr Knapek                                   | | Narození Panny Marie            |
| Opava-Jaktař           | P. Mgr. Marek Večerek                            | | sv. Petr a Pavel                |
| Opava-Kateřinky        | administrátor excurrendo, Opava-Jaktař           | | sv. Kateřina Alexandrijská      |
| Opava-Komárov          | P. ThLic. Adam Krysztof Małek                    | | sv. Prokop                      |
| Opava-Kylešovice       | P. ThLic. Norbert Jan Maria Hnátek, OT           | | sv. Jan Nepomucký               |
| Opava-Panny Marie      | P. Mgr. Václav Koloničný                         | P. Mgr. Jiří Ramík; Mgr. Josef Janšta, trvalý jáhen; Ing. Mgr. Jan Gilík, trvalý jáhen; Mgr. Marek Chovanec, trvalý jáhen | Nanebevzetí Panny Marie         |
| Opava-sv. Ducha        | P. Zbigniew Byczkowski, OFMConv.                 | P. Stanislaw Stec, OFMConv.; P. Patrik Rygiel, OFMConv.; P. Hyacint Skupień, OFMConv.; Mgr. Luboš Tomeček, trvalý jáhen   | sv. Duch                        |
| Radkov                 | administrátor excurrendo, Melč                   | | Narození Panny Marie            |
| Raduň                  | administrátor excurrendo, Opava-Komárov          | | Nejsvětější Trojice             |
| Skřipov u Opavy        | P. Mgr. Adam Kasperek                            | | sv. Jan Křtitel                 |
| Slavkov u Opavy        | P. Mgr. Tomasz Juschkat                          | | sv. Anna                        |
| Stěbořice              | P. Mgr. Klement Rečlo                            | | Narození Panny Marie            |
| Štáblovice             | P. Mgr. Rudolf Friedl                            | | sv. Vavřinec                    |
| Velké Heraltice        | P. Mgr. Miroslav Horňák                          | | Neposkvrněné početí Panny Marie |
| Velké Hoštice          | P. ThLic. Radovan Hradil                         | | sv. Jan Křtitel                 |
| Větřkovice             | administrátor excurrendo, Březová                | | Nanebevzetí Panny Marie         |
| Vítkov                 | P. Miroslav Ševiola                              | | Nanebevzetí Panny Marie         |

Stav z listopadu roku 2021